# شبكة أنظمة الإنذار المبكر بالمجاعة

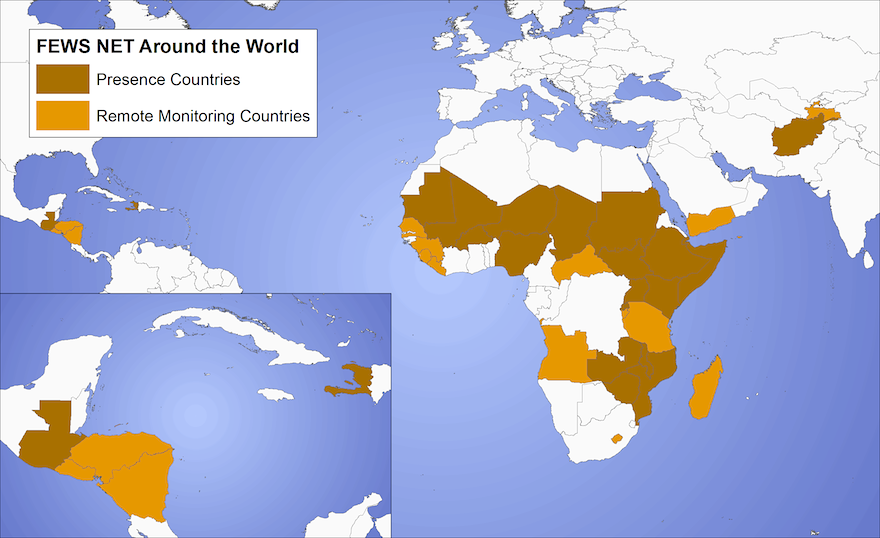
خريطة الدول في شبكة أنظمة الإنذار المبكر بالمجاعة.

شبكة أنظمة الإنذار المبكر بالمجاعة هو موقع للمعلومات والتحليلات حول انعدام الأمن الغذائي تم إنشاؤه في عام 1985 من قبل الوكالة الأمريكية للتنمية الدولية ووزارة الخارجية الأمريكية، بعد المجاعات في شرق وغرب إفريقيا. في عام 2008 قالت مولي إي براون أنه خلال عشرين عامًا من النشاط كانت شبكة أنظمة الإنذار المبكر ناجحة للغاية. وقالت إنه كان يُنظر إليها على نطاق واسع على أنها «البرنامج الأكثر فاعلية في توفير المعلومات للحكومات حول أزمات الغذاء الوشيكة».

## الأهداف
يهدف النظام إلى توفير المعلومات للحكومات ووكالات الإغاثة الدولية والمنظمات غير الحكومية والصحفيين والباحثين الذين يخططون للأزمات الإنسانية والاستجابة لها والإبلاغ عنها. بدعم من فريق تقني في واشنطن العاصمة يتعاون موظفو الشبكة المتمركزين في أكثر من 20 مكتبًا قطريًا مع الوكالات الحكومية الأمريكية والوزارات الحكومية الوطنية والشركاء الدوليين لجمع البيانات وإنتاج تحليل موضوعي واستشرافي حول معظم المواد الغذائية في العالم في الدول غير الآمنة. باستخدام نهج متكامل يأخذ في الاعتبار المناخ والإنتاج الزراعي والأسعار والتجارة والتغذية وعوامل أخرى، جنبًا إلى جنب مع فهم سبل العيش المحلية، تتنبأ شبكة الإنذار المبكر بالمخاطر بالنتائج المرجحة وتتوقع التغيير من ستة إلى اثني عشر شهرًا مقدمًا. لمساعدة صانعي القرار ووكالات الإغاثة على التخطيط لحالات الطوارئ الغذائية، تنشر الشبكة تقارير شهرية (متوفرة على موقعها على شبكة الإنترنت) حول انعدام الأمن الغذائي الحالي والمتوقع، وتنبيهات محدثة بشأن الأزمات الناشئة أو المحتملة، وتقارير متخصصة عن مخاطر الطقس والمحاصيل وأسعار السوق والمساعدات الغذائية.
في عام 2010 بمناسبة الذكرى الخامسة والعشرين لتأسيسها، أنتجت الشبكة فيديو لتوثيق عملها.

## المنهجية
يركز تقرير الشبكة على انعدام الأمن الغذائي الحاد أي العجز الغذائي الأسري المفاجئ أو قصير الأجل الناجم عن الصدمات بدلاً من انعدام الأمن الغذائي المزمن، والعجز الغذائي المستمر أو الدوري المرتبط بالفقر المستمر ونقص الأصول. بشكل عام نادرًا ما يكون انعدام الأمن الغذائي ناتجًا عن عامل سببي واحد. تكمن قوة وموثوقية التنبؤ في النظام في الاعتبار المتكامل لتنوع العوامل التي تؤدي إلى المخاطر. إلى جانب الإنتاج الزراعي والمناخ والطقس، تولي الشبكة أهمية تحليلية للأسواق والتجارة وسبل العيش والقضايا الاجتماعية والسياسية مثل الصراع والاستجابة الإنسانية. تتضمن العناصر الرئيسية لمنهجية للشبكة ما يلي:
- تصنيف انعدام الأمن الغذائي: تصف الشبكة شدة انعدام الأمن الغذائي باستخدام التصنيف المرحلي المتكامل للأمن الغذائي، الإصدار 2.0 وهو مقياس دولي من خمسة مستويات. كان ممثلو النظام من بين رواد الأمن الغذائي العالميين الذين صمموا الميزان.
- يعد تطوير السيناريو في صميم العملية التحليلية للشبكة. بأبسط العبارات يمكن وصف تطوير السيناريو بأنه عبارة «إذا-ثم» المعقدة. في الممارسة العملية تعتمد هذه المنهجية المكونة من تسع خطوات على إنشاء افتراضات محددة ومستنيرة حول الأحداث المستقبلية وتأثيراتها والاستجابات المحتملة لمختلف الجهات الفاعلة. بالنظر في سياق الظروف الحالية وسبل العيش المحلية، تسمح هذه الافتراضات بتقدير نتائج الأمن الغذائي في المستقبل والتحديث السهل للسيناريو عند توفر معلومات جديدة.
- المراقبة عن بعد: منذ أزمة أسعار الغذاء العالمية عام 2008 استمر خطر انعدام الأمن الغذائي في الارتفاع في أماكن غير متوقعة. في عام 2010 استجابت الشبكة للطلب على المعلومات حول مجالات الاهتمام الجديدة هذه من خلال تطوير نسخة أخف وزنا وقابلة للتطوير من منهجيتها التقليدية. يركز هذا النهج المعروف باسم المراقبة عن بعد، على تحديد ورصد الحالات الشاذة التي قد تؤدي إلى انعدام الأمن الغذائي. في المراقبة عن بعد يغطي منسق الشبكة مجموعة من البلدان، عادة من مكتب إقليمي قريب. بالاعتماد على شبكة من الشركاء لجمع البيانات ومشاركتها، يقوم المنسق بتحليل المعلومات المتاحة وينتج تقارير شهرية من صفحتين تصف حالة الأمن الغذائي الحالية والمتوقعة.

## التاريخ
تم إنشاء الشبكة استجابة لمجاعات 1984 - 1985 في السودان وإثيوبيا، والتي أدت إلى وفاة ما يصل إلى مليون شخص. منذ البداية كان الهدف من نظام الإنذار المبكر، الذي كان يُطلق عليه آنذاك "FEWS"، هو توقع المجاعات الوشيكة وتقديم المشورة لصانعي السياسات حول كيفية منع هذه المجاعات أو التخفيف من حدتها. في يوليو 2000 تم تغيير اسم المبادرة إلى شبكة أنظمة الإنذار المبكر بالمجاعة، أو الشبكة، للإشارة إلى أهمية التعاون مع أنظمة معلومات الأمن الغذائي المحلية وتعزيزها.